# Augustin Bea

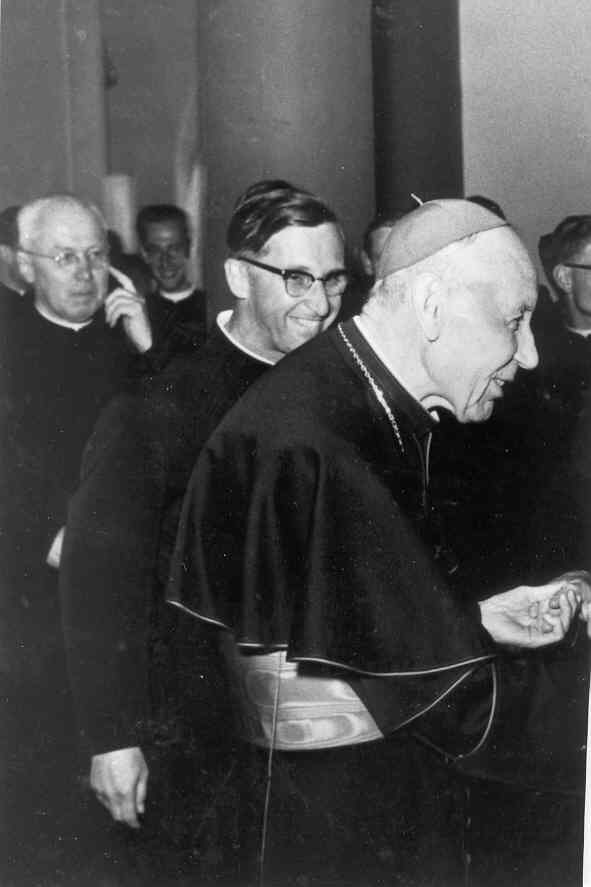
Augustin Bea.

Augustin Bea, född den 23 maj 1881 i Riedböhringen i Baden, död den 16 november 1968 i Rom, var en tysk jesuitisk teolog, en av romersk-katolska kyrkans kardinaler. 
Bea var verksam vid en rad av jesuiternas lärosäten i Tyskland och Rom, bland annat som rektor vid det påvliga bibelinstitutet. Han var påven Pius XII:s biktfader.

Bea upphöjdes till kardinal av påven Johannes XXIII 1959. Han var president för Sekretariatet för kristen enhet 1960–1968.
Bea deltog i konklaven 1963 som valde påven Paul VI. Han deltog även i Andra Vatikankonsiliet 1962–1965.